# Kottakuppam
Kottakuppam è una suddivisione dell'India, classificata come town panchayat, di 24.076 abitanti, situata nel distretto di Viluppuram, nello stato federato del Tamil Nadu. In base al numero di abitanti la città rientra nella classe III (da 20.000 a 49.999 persone).

## Geografia fisica
La città è situata a 11° 59' 29 N e 79° 50' 29 E.

## Società

### Evoluzione demografica
Al censimento del 2001 la popolazione di Kottakuppam assommava a 24.076 persone, delle quali 12.125 maschi e 11.951 femmine. I bambini di età inferiore o uguale ai sei anni assommavano a 3.068, dei quali 1.495 maschi e 1.573 femmine. Infine, coloro che erano in grado di saper almeno leggere e scrivere erano 15.845, dei quali 8.906 maschi e 6.939 femmine.